# American Society for Cell Biology
American Society for Cell Biology (ASCB) – organizacja cytologów założona w 1960 roku w USA. Zrzesza 9000 naukowców z 62 krajów.

## Czasopisma
ASCB wydaje następujące czasopisma (w nawiasie podano pięcioletni wskaźnik Hirscha):
- Molecular Biology of the Cell (70[2])
- CBE- Life Sciences Education (27[3])
- ASCB Newsletter

## Nagrody
ASCB przyznaje wiele nagród dla wybitnych biologów:
- E.B. Wilson Medal
- Keith R. Porter Lecture
- WICB Junior and Senior Awards
- E.E. Just Lecture
- MAC Poster Award
- MBC Paper of the Year
- Young UK Cell Biologist
- Bruce Alberts Award for Excellence in Science Education
- Early Career Life Scientist Award
- Merton Bernfield Memorial Award
- Norton B. Gilula Award
- Kaluza Prize
- ASCB Public Service Award
- ASCB-Gibco Emerging Leader Prize

## Prezydenci
Lista prezydentów ASCB:
- 2016: Peter Walter
- 2015: Shirley M. Tilghman
- 2014: Jennifer Lippincott-Schwartz
- 2013: Don W. Cleveland
- 2012: Ronald Vale
- 2011: Sandra Schmid
- 2010: Timothy Mitchison
- 2009: Brigid Hogan
- 2008: Robert D. Goldman
- 2007: Bruce Alberts
- 2006: Mary Beckerle
- 2005: Zena Werb
- 2004: Harvey Lodish
- 2003: Suzanne Pfeffer
- 2002: Gary Borisy
- 2001: Elaine Fuchs
- 2000: Richard Hynes
- 1999: Randy Schekman
- 1998: Elizabeth Blackburn
- 1997: Mina Bissell
- 1996: J. Michael Bishop
- 1995: Ursula Goodenough
- 1994: J. Richard McIntosh
- 1993: Susan Gerbi
- 1992: Donald Brown
- 1991: Marc Kirschner
- 1990: Günter Blobel
- 1989: James Spudich
- 1988: Thomas D. Pollard
- 1987: Frank Ruddle
- 1986: Mary-Lou Pardue
- 1985: Daniel Branton
- 1984: Morris Karnovsky
- 1983: James D. Jamieson
- 1982: Marilyn Farquhar
- 1981: Helen A. Padykula
- 1980: Bill R. Brinkley
- 1979: David Sabatini
- 1978: Keith Porter
- 1977: Betty Hay
- 1976: George Emil Palade
- 1975: George Pappas
- 1974: T.C. Hsu
- 1973: Jean-Paul Revel
- 1972: Daniel Mazia
- 1971: Saul Kit
- 1970: J. Herbert Taylor
- 1969: Montrose Moses
- 1968: Joseph G. Gall
- 1967: Philip Siekevitz
- 1966: David M. Prescott
- 1965: Van Potter
- 1964: Hewson Swift
- 1963: Alex B. Novikoff
- 1962: Don W. Fawcett